# Sharice Davids
Sharice Lynnette Davids (Frankfurt, 22 de mayo de 1980) es una abogada, política estadounidense que se desempeña como Representante de los Estados Unidos en el Congreso por el 3.º distrito congresional de Kansas desde el 3 de enero de 2019. Es la primera nativo-americana y activista lesbiana del Congreso. Miembro del Partido Demócrata, representa a un distrito que incluye la mayor parte del área metropolitana de Kansas City, del que forman parte ciudades como Kansas City, Overland Park, Prairie Village, Leawood, Lenexa y Olathe . Abogada formada en la Universidad de Missouri-Kansas City y en la Facultad de Derecho de Cornell, Davids se dedicó profesionalmente al deporte de artes marciales mixtas en la década de 2010. 
Elegida en 2018, fue la primera demócrata elegida para representar a un distrito del Congreso de Kansas en una década. Davids es la primera persona nativa americana abiertamente LGBT elegida al Congreso de los Estados Unidos y una de las dos primeras mujeres nativas americanas elegidas al Congreso, junto con Deb Haaland de Nuevo México .  Está considerada como uno de los ejemplos de la nueva política estadounidense que rompe barreras.

## Biografía
Davids nació el 22 de mayo de 1980 en Frankfurt, Alemania Occidental . Es miembro del pueblo Ho-Chunk (Winnebago) y miembro inscrito de la Nación Ho-Chunk de Wisconsin. Vive en Roeland Park, Kansas .
Su abuelo materno, Fredrick J. Davids, un veterano del ejército de los Estados Unidos, nació en la  Mohican Nation Stockbridge-Munsee Band, en Oneida, Wisconsin. Sharice fue criada por la hija de Fredrick, su madre Crystal Herriage, una madre soltera que sirvió en el ejército estadounidense. 
Estudió en la Leavenworth High School, Haskell Indian Nations University, Universidad de  Kansas, Johnson County Community College y en la Universidad de Missouri-Kansas City, y se graduó de la última con una licenciatura en administración de empresas en 2007. Davids obtuvo su Juris Doctor en la Facultad de Derecho de Cornell en 2010.

## Carrera de artes marciales mixtas
Davids comenzó a competir en artes marciales mixtas (MMA) como aficionada en 2006 y se hizo profesional en 2013. Tenía un récord de victorias y derrotas de 5-1 como aficionada y un récord de 1-1 como profesional. Intentó participar en el programa de televisión The Ultimate Fighter, pero no fue elegida, lo que la llevó a cambiar su enfoque de MMA para viajar por los EE. UU. y vivir en reservas indias trabajando con las comunidades en programas de desarrollo económico y comunitario.

### Registro
Profesional
| Resultado | Registro | Oponente     | Método                    | Evento                 | Fecha                  | Ronda | Hora | Localización                        | Notas         |
| Derrota   | 1–1      | Rosa Acevedo | Decisión (por unanimidad) | LCS 18                 | 1 de marzo de 2014     | 3     | 5:00 | Torrington, Wyoming, Estados Unidos | [ 18 ] [ 19 ] |
| Victoria  | 1–0      | Nadia Nixon  | Sumisión (triangle choke) | Shamrock FC – Conquest | 1 de noviembre de 2013 | 1     | 2:08 | Kansas City, Misuri, Estados Unidos | [ 19 ]        |

Amateur
| Resultado | Registro | Oponente         | Método                            | Evento                         | Fecha                 | Ronda | Hora | Localización                                | Notas  |
| Victoria  | 5–1      | Heather Rafferty | Decisión (por unanimidad)         | Pride & Pain MMA               | 20 de octubre de 2012 | 3     | 3:00 | Hot Springs, Dakota del Sur, Estados Unidos | [ 19 ] |
| Victoria  | 4–1      | Chandra Engel    | Sumisión (triangle choke)         | Ultimate Blue Corner Battles   | 27 de enero de 2012   | 1     | 2:36 | North Kansas City, Misuri, Estados Unidos   | [ 19 ] |
| Victoria  | 3–1      | Ronni Nanney     | TKO (rodilla y puñetazo)          | Ultimate Blue Corner Battles   | 1 de abril de 2011    | 3     | 3:00 | North Kansas City, Misuri, Estados Unidos   | [ 19 ] |
| Victoria  | 2–1      | Stacia Hoss      | TKO (rodilla y puñetazo)          | Ultimate Blue Corner Battles   | 27 de agosto de 2010  | 1     | 0:27 | North Kansas City, Misuri, Estados Unidos   | [ 19 ] |
| Derrota   | 1–1      | Erin Roper       | Sumisión (armbar)                 | Shamrock FC: Midwest Fightfest | 11 de mayo de 2007    | 1     | 1:53 | Kansas City, Misuri, Estados Unidos         | [ 19 ] |
| Victoria  | 1–0      | Courtney Martel  | Sumisión técnica (triangle choke) | ISFC Midwest Fightfest         | 27 de octubre de 2006 | 1     | 0:44 | Kansas City, Misuri, Estados Unidos         | [ 19 ] |

## Carrera en derecho
Davids comenzó su carrera legal en SNR Denton en 2010. Más tarde dirigió el desarrollo económico y comunitario de la reserva india Pine Ridge y abrió su propio negocio, Hoka Coffee. 
En 2016, trabajó como becaria de la Casa Blanca en el Departamento de Transporte durante la transición entre las administraciones de Obama y Trump .

## Congresista de los Estados Unidos

### Elecciones

#### 2018
En las elecciones de 2018, Davids se postuló para la Cámara de Representantes de los Estados Unidos en el tercer distrito del Congreso de Kansas. Derrotó en primarias al también demócrata Brent Welder, apoyado por Bernie Sanders, por un margen del 37% al 34% en las elecciones primarias de agosto y se enfrentó al republicano titular Kevin Yoder en las elecciones generales del 6 de noviembre de 2018.
Durante un episodio de julio de 2018 del Millennial Politics Podcast, la presentadora Jordan Valerie Allen le preguntó a Davids si apoyaba la abolición del ICE, la agencia que hace cumplir las leyes de inmigración y que está dentro de la supervisión del Departamento de Seguridad Nacional, a lo que Davids respondió: "me preguntaste sobre la desfinanciación, que creo que probablemente es esencialmente lo mismo. A pesar de que Davids lo negó en sus declaraciones de campaña y en un anuncio de televisión, el corrector de hechos de Associated Press dictaminó que, de hecho, apoyaba el fin de la agencia. 
La emisora KCUR, miembro de la NPR de Kansas City, verificó los hechos de las afirmaciones que el actual representante Kevin Yoder y Davids hicieron en entrevistas separadas en su emisora, y dio a Yoder una "F". Yoder dijo que los inmigrantes presentaban falsas solicitudes de asilo y que aumentarían la delincuencia. Davids dijo que apoyaba la sanidad de pagador único, pero que no podría promulgarse con los republicanos en la Casa Blanca. Mientras tanto, ella apoya los objetivos a corto plazo como permitir que Medicare negocie los precios de los medicamentos y que los genéricos lleguen al mercado más rápido. KCUR dijo que la afirmación de Davids de que los profesores no están suficientemente pagados, y ya no pueden tomar deducciones de impuestos para la compra de sus propios útiles escolares, era "en parte verdadera y en parte falsa", ya que la deducción de impuestos se había restablecido.
Davids derrotó a Yoder en las elecciones generales. El 3 de enero de 2019; se convirtió en la primera demócrata en representar a Kansas en la Cámara desde que Dennis Moore dejó el cargo en 2011. También es la segunda demócrata en representar lo que ahora es la tercera desde 1963.
Davids y su compañera demócrata Deb Haaland de Nuevo México, pueblo de Laguna, son las primeras mujeres nativas americanas en servir en el Congreso. 

#### 2020
En 2020, Davids no tuvo oposición en las primarias demócratas, ganando 74.437 votos.
Davids se enfrentó a la candidata republicana, la ejecutiva de Cerner Corporation y ex presidenta del Partido Republicano de Kansas, Amanda Adkins, en las elecciones generales,  respaldada por el Kansas City Star.
Davids derrotó a Adkins con el 53,6% de los votos, frente al 43,6% de Adkins. 

### Posiciones
El 18 de diciembre de 2019, Davids votó para acusar al presidente Donald Trump y fue la única persona que representó a Kansas en hacerlo.
En marzo de 2020, Davids se puso en cuarentena por una posible exposición al coronavirus. Antes de eso, había cambiado en su mayoría su oficina del Congreso de física a digital.
Davids fue nombrada vicepresidenta de la Convención Nacional Demócrata de 2020 . En marzo de 2022, Davids había votado en línea con la posición declarada de Joe Biden el 100% de las veces.
Votó a favor de la Ley America COMPETES de 2022, que fue aprobada en una votación de línea de partido. El proyecto de ley autorizaba miles de millones de dólares de gasto gubernamental en la fabricación estadounidense y la investigación científica en un esfuerzo por competir con China. Davids añadió una enmienda a la legislación que incluiría a los pequeños y medianos fabricantes en un programa piloto de 500 millones de dólares para producir equipos de protección personal y suministros médicos.

### Participaciones en los comités
- Comité de Pequeños negocios

- Subcomité de Supervisión, Investigaciones y Reglamentos

- Subcomité de Crecimiento Económico, Impuestos y Acceso al Capital (Presidente)

- Subcomité de Innovación, Iniciativa Empresarial y Desarrollo de la Mano de Obra

- Comité de Transporte e Infraestructura (Vicepresidente)

- Subcomité de Aviación
- Subcomité de Carreteras y Tránsito
- Subcomité de Desarrollo Económico, Edificios Públicos y Manejo de Emergencias
- Junta Electoral Central EE. UU.
- Participación en grupos parlamentarios
- Grupo del Congreso para la Igualdad LGBT (copresidente)
- Grupo de Nativos Americanos del Congreso (vicepresidente)
- Coalición de Nuevos Demócratas

## Reconocimientos
En 2019, la representante Cheri Bustos, entonces presidenta del Comité de Campaña Democrática del Congreso, tomó nota de Davids, "calificándola hacia la cima de la clase de primer año en términos de hacer las cosas de la manera correcta."
En junio de 2019, con motivo del 50.º aniversario de los disturbios de Stonewall, un acontecimiento ampliamente considerado como un momento decisivo en el movimiento moderno de los derechos LGBTQ, Queerty nombró a Davids una de las Pride50 "personas pioneras que garantizan activamente que la sociedad siga avanzando hacia la igualdad, la aceptación y la dignidad de todas las personas queer". También fue nombrada en la lista 2021 de Fast Company Queer 50.

## Historia electoral
| Primeras elecciones demócratas del tercer distrito del Congreso de Kansas (2018) |                 |        |      |
| Partido                                                                          | Candidato       | Votos  | %    |
| Democrático                                                                      | Sharice Davids  | 23,066 | 37.3 |
| Democrático                                                                      | Brent Welder    | 20,904 | 33.8 |
| Democrático                                                                      | Tom Niermann    | 8,844  | 14.3 |
| Democrático                                                                      | Mike McCamon    | 4,278  | 6.9  |
| Democrático                                                                      | Sylvia Williams | 2,906  | 4.7  |
| Democrático                                                                      | Jay Sidie       | 1,762  | 2.9  |
| Votos totales                                                                    | Votos totales   | 61,760 | 100  |

| Elecciones del tercer distrito del Congreso de Kansas (2018) |                |         |      |
| Partido                                                      | Candidato      | Votos   | %    |
| Democrático                                                  | Sharice Davids | 164,253 | 53.3 |
| Republicano                                                  | Kevin Yoder    | 136,104 | 44.2 |
| Liberal                                                      | Chris Clemmons | 7,643   | 2.5  |
| Votos totales                                                | Votos totales  | 343,113 | 100  |
| Victoria demócrata frente a los republicanos                 |                |         |      |

| Elecciones del tercer distrito del Congreso de Kansas (2020) |                |         |      |
| Partido                                                      | Candidato      | Votos   | %    |
| Democrático                                                  | Sharice Davids | 212,084 | 53.5 |
| Republicano                                                  | Amanda Adkins  | 173,621 | 43.8 |
| Liberal                                                      | Steven Hohe    | 11,077  | 2.8  |
| Votos totales                                                | Votos totales  | 396,282 | 100  |
| Se mantiene la democracia                                    |                |         |      |